# 마이크 비숍

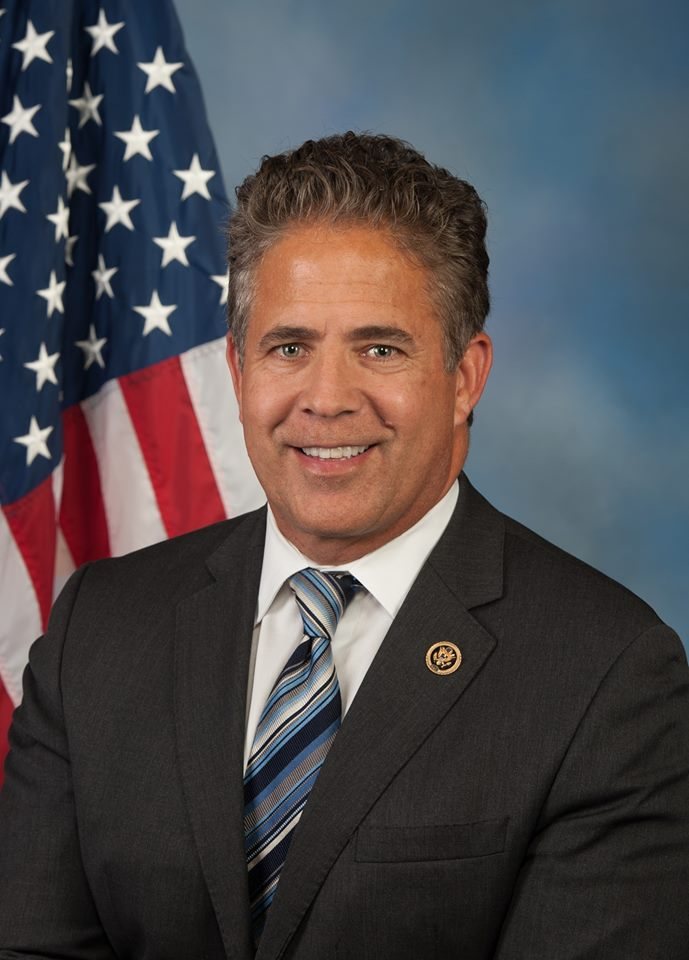

마이크 비숍(Mike Bishop, 본명: 마이클 딘 비숍, Michael Dean Bishop, 1967년 3월 18일 ~ )은 2015년부터 2019년까지 미시간주 8선거구에서 미국 하원의원을 지낸 미국 변호사이자 정치인이다. 공화당 (미국) 의원이다. 이전에 1999년부터 2003년까지 미시간 하원의원을 역임했고, 2003년부터 2010년까지 미시간주 상원의 다수당 대표를 역임했다. 비숍은 2018년 중간선거에서 민주당 후보 엘리사 슬롯킨에게 재선 도전에서 패했다.

## 역대 선거 결과
| 선거명      | 직책명                       | 대수  | 정당   | 득표율 | 득표수    | 결과 | 당락                   |
| ----------- | ---------------------------- | ----- | ------ | ------ | --------- | ---- | ---------------------- |
| 1998년 선거 | 하원의원 (미시간 제45선거구) | 90대  | 공화당 | 70.26% | 23,583표  | 1위  | 미시간 주의원 당선     |
| 2000년 선거 | 하원의원 (미시간 제45선거구) | 91대  | 공화당 | 69.63% | 34,087표  | 1위  | 미시간 주의원 당선     |
| 2002년 선거 | 상원의원 (미시간 제12부)     | 92대  | 공화당 | 62.74% | 54,569표  | 1위  | 미시간 주의원 당선     |
| 2006년 선거 | 상원의원 (미시간 제12부)     | 94대  | 공화당 | 56.22% | 59,619표  | 1위  | 미시간 주의원 당선     |
| 2014년 선거 | 하원의원 (미시간 제8선거구)  | 114대 | 공화당 | 54.60% | 132,739표 | 1위  | 미시간주 하원의원 당선 |
| 2016년 선거 | 하원의원 (미시간 제8선거구)  | 115대 | 공화당 | 56.04% | 205,629표 | 1위  | 미시간주 하원의원 당선 |
| 2018년 선거 | 하원의원 (미시간 제8선거구)  | 116대 | 공화당 | 46.78% | 159,782표 | 2위  | 낙선                   |